# XVideos
XVideos (stiliserat som XVIDEOS) är en av världens största pornografiska webbplatser. Den var enligt vissa mätningar i början av 2022 världens största i sitt slag och den tionde mest besöka webbplatsen alla kategorier. XVideos, som grundades 2007, tillhandahåller gratis foton och videor, och inkomsterna genereras istället bland annat genom annonser och kompletterande pay-per-view-försäljning.
Webbplatsen grundades 2007 i Frankrike. 2021 kontrolleras den av det Tjeckien-baserade WGCZ, som numera även är ägare till Penthouse, produktionsbolagen Bang Bros och Private Media Group samt systersajten XNXX.

## Innehåll
XVideos är en kommersiell videoplattform och nätgemenskap. Den driver trafik och lockar besökare genom att (i likhet med exempelvis Youtube) samla gratismaterial i stor mängd. Materialet kan antingen nås genom sökningar, eller via navigering genom tjänstens många genrekategorier. Den största mängden material är av typen mainstreampornografi och i första hand inriktad mot en manlig heterosexuell publik. Där finns dock även mycket material inriktat på andra sexuella preferenser och grupperingar.
XVideos största konkurrent är den kanadensiska Pornhub. Båda videogemenskaperna presenterar sitt material enligt en modell som namnger de ofta korta videorna via mer eller mindre obscena eller upphetsande fraser.

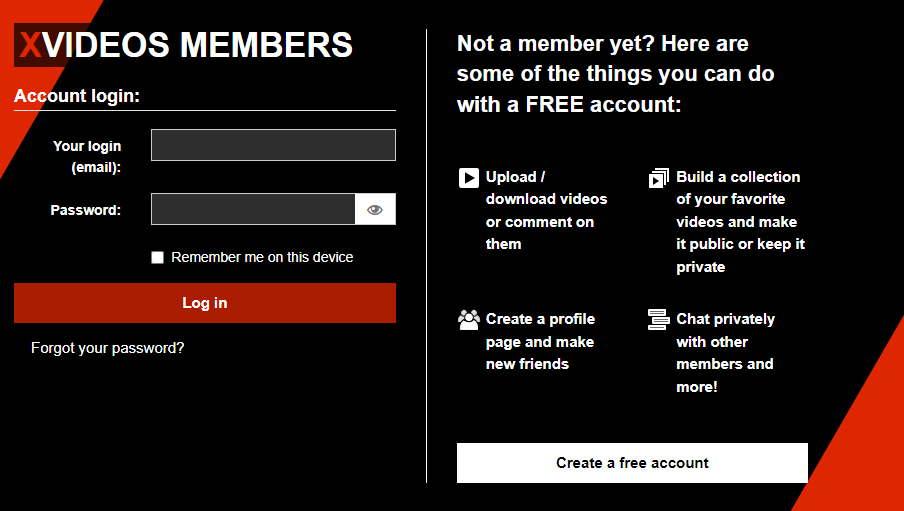
Inloggningssida på XVideos.

Besök hos XVideos kräver ingen inloggning, men för inloggade finns möjligheten att själva ladda upp material samt ladda ner material (i lägre upplösning). Bland uppladdarna finns produktionsbolag och porrskådespelare, som kan använda webbplatsen som en reklamplattform för att länka vidare till betalmaterial på annat håll. De båda systersajterna XVideos och XNXX drar nytta av ett snarlikt gränssnitt och (delvis) samma uppladdningar, och samma användarkonto kan användas på bägge. Medan XVideos hösten 2021 hade drygt 10 miljoner lagrade videor, lagrade XNXX samma år drygt 8 miljoner videor. 

## Historik
XVideos grundades i Paris 2007 av den franske entreprenören Stéphane Michaël Pacaud (född 1978).

Tidigare logotyp för XVideos.

Under 2010-talet växte XVideos, systersajten XNXX (grundat 1997) och andra liknande webbplatser i storlek, allteftersom mängden uppladdade videor ökade och antalet besökare strömmade till. 2012 försökte MindGeeks ägare Fabian Thylmann (MindGeek ägde då även Youporn och Redporn) köpa upp de största konkurrenterna XVideos och XHamster, i ett försöka att kunna kontrollera branschen. Ingendera ville dock sälja, och Thylmann sålde senare Mindgeek efter att hans ekonomiska förehavanden börjat undersökas av Tysklands skattemyndigheter.
Det nuvarande ägarbolaget WGCZ (fullständigt namn: WebGroup Czech Republic, a.s.) grundades 2014 i Prag i Tjeckien. Anno 2021 är XVideos grundare Pacaud folkbokförd i samma stad.

### Besök
2016 rapporterades 4,4 (alternativt 1,5) miljarder besök från 350 miljoner unika användare per månad, vilket då gjorde XVideos till mest besökt av de pornografiska videogemenskaperna. 60 procent av besökarna använde en smartmobil. 2019 beräknades besöksantalet per månad vara drygt 3 miljarder, och man placerade sig då som världens åttonde mest besökta webbplats. Sensommaren 2021 var man tionde störst i världen. XVideos relativa tillväxt anses ha gynnats av konkurrenten Pornhubs legala problem och dess radering av 10 miljoner videor något år tidigare. I november 2021 hade Pornhub enligt vissa mätningar åter gått om XVideos i total trafik, med 2,29 respektive 2,13 miljarder besök, samtidigt som annan statistik för januari 2022 noterade både XVideos och XNXX som större än Pornhub; XVideos noterades då för 3,3 miljarder besök. Motsvarande statistik för maj 2024 var 5,5 miljarder för Pornhub respektive 4 miljarder för XVideos.
Som en jämförelse hade Instagram, Twitter och Wikipedia globalt i november 2020 vardera drygt 6 miljarder besökare per månad. Samma månad hade Google-ägda Youtube tio gånger fler besökare än XVideos på sin plattform.
Statistiksajten Statista beräknar numera (från 2022 till 2024) att mer än 90 procent av XVideos-besökarna kommer från mobilanvändare, samtidigt som USA, Brasilien, Indonesien och Mexiko enligt siffror från i januari 2024 då i fallande ordning var länderna med de flesta besöken till webbplatsen. Statista beräknar att det genomsnittliga besöket i början av 2020-talet varar drygt 11 minuter och knappt åtta webbsidor.
De unika besökarna från de olika medlemsländerna inom Europeiska unionen har sedan 2024 noterats som cirka 85 miljoner per månad, inklusive beräknade besökare med webbläsare som kopplats upp i inkognito-läge (privat webbsurfande). Innan bättre undersökningsmetodik infördes hade månadssiffrorna inom EU noterats för runt 150 miljoner per månad. Cirka 40 procent av besökarna inom EU har beräknats koppla upp sig till XVideos via webbläsare i inkognito-läge. Uppskattningsvis drygt 2,5 miljoner av de 85 miljoner månatliga besökarna från EU-länder beräknades av WGCZ/XVideos komma från Sverige. Globalt hade XVideos, enligt Statista, under maj 2024 drygt 700 miljoner unika besökare, vilket då var lägre än de drygt 900 miljonerna för Pornhub under samma månad.

### Kritik och reglering
En stor del av det tillgängliga materialet är uppladdat utan upphovsrättsskydd, och den här typen av webbplatser följer Youtubes "föredöme" att fritt låta användarna publicera material och endast via anmälan och uppenbart upphovsrättsintrång kunna radera materialet. Både XVideos och konkurrenten Pornhub har kritiserats för att publicera material med övergrepp, vilket i Pornhubs fall lett till radering av tio miljoner uppladdade videor utan säker identifiering och ökad kontroll över uppladdningen. Ingen motsvarande åtgärd har gjorts hos XVideos, som i oktober 2021 härbärgerade drygt 10 miljoner videor i den sökbara databasen. I början av året inleddes dock en undersökning i ämnet av de tjeckiska rättsmyndigheterna. Den amerikanska organisationen NCOSE (tidigare Morality in Media) sponsrade i början av 2020-talet gruppåtal mot både Mindgeek/Aylo och WGCZ, ofta baserat på USA:s FOSTA/SESTA-reglemente.
Till skillnad från Pornhub håller XVideos en lägre profil, och det är svårt att få mer detaljerade data över vilka som besöker webbplatsen och vad de söker där. Tillsammans med systersajten XNXX och dess nästan lika höga besökssiffror är man en anonym maktspelare i en dåligt belyst del av Internet. 
I Europeiska unionen har tre av de största pornografiska plattformarna – Pornhub, XVideos och Stripchat – sedan sent 2023 definierats som "Very Large Online Platforms", med krav om att halvårsvis deklarera hur plattformarnas moderation av otillåtet material sköts (se Videoplattform#Regleringar för definition av "otillåtet material"). Enligt XVideos första moderationsrapport har man under det första halvåret 2024 mottagit knappt 1 500 sådana anmälningar, vilket enligt WGCZ i samtliga fall ledde till att det aktuella materialet togs bort inom i snitt ett par dygn. Cirka ett par hundra anmälningar vardera inkom i de tre anmälningskategorierna Utpressning, Icke-samtyckt material och Minderåriga (nästan alla fall gällde då äldre tonåringar). Detta kan jämföras med webbplatsens egen moderation, som under samma period raderat cirka 600 000 bilder och filmer, där knappt 2 000 fall gällde Utressning, drygt 11 000 fall Icke-samtyckt material och drygt 5 000 fall Minderåriga.
Liknande krav på redovisning av transparens har sedan tidigt 2023 påförts av EU på "mycket stora" Internetplattformar även i andra branscher.